# HMD Praxis der Wirtschaftsinformatik
Die HMD Praxis der Wirtschaftsinformatik ist eine deutschsprachige Fachzeitschrift, die sich an Fach- und Führungskräfte in der (Wirtschafts-)Informatik sowie an Studierende, Forschende und Lehrende der Wirtschaftsinformatik-Fächer richtet. Sie erscheint sechsmal jährlich und folgt bei der Beurteilung und Auswahl der eingereichten Beiträge einem blinden Begutachtungsverfahren.

## Geschichte
HMD ist 1964 erstmals als Loseblattsammlung unter dem Titel Handbuch der maschinellen Datenverarbeitung erschienen. In einer Zeit, in der die Datenverarbeitung ein aufstrebendes Feld war, trug die HMD dazu bei, wichtige Erkenntnisse und Best Practices zu verbreiten. Bis 1982 folgten weitere 103 Lieferungen. Auch ein Namenswechsel in Handbuch der modernen Datenverarbeitung fand zwischenzeitlich statt. Seit 1998 lautet der Titel der Zeitschrift unter Beibehaltung des HMD-Logos Praxis der Wirtschaftsinformatik.
Bis 1982 wurde das Loseblattwerk von Hans-Eduard Littmann als Alleinherausgeber betreut. Nach seinem Ausscheiden wurde die Loseblattsammlung aufgegeben und durch zweimonatlich erscheinende Einzelhefte abgelöst. Die Schriftleitung übernahm 1982 Heidi Heilmann (Universität Stuttgart, † 2020), die schon seit 1968 mit Erscheinen ihres ersten Beitrages an der Zeitschrift mitwirkte. Von Juni 2006 bis Dezember 2014 hat Susanne Strahringer (TU Dresden) die Funktion der HMD-Schriftleitung übernommen und war eine wichtige Figur in der Wirtschaftsinformatik-Community, seit Januar 2015 liegt diese Aufgabe bei Matthias Knoll (Hochschule Darmstadt).
Seit Ausgabe 295 (Band 51, Heft 1 – Januar 2014) erscheint die HMD bei Springer Vieweg.
Dem Herausgeberkreis gehören momentan an (in alphabetischer Reihenfolge): Sara D’Onofrio, Hans-Peter Fröschle, Josephine Hofmann, Matthias Knoll, Christian Leyh, Stefan Meinhardt, Susanne Robra-Bissantz, Susanne Strahringer. Sie vertreten durch ihren beruflichen Hintergrund die Belange von Lehre, Forschung und Praxis.
Die HMD Praxis der Wirtschaftsinformatik hat einen bedeutenden Einfluss auf die Wirtschaftsinformatik-Gemeinschaft ausgeübt, indem sie als Plattform für den Austausch von Ideen, Erkenntnissen und bewährten Verfahren gedient hat. Zahlreiche Zitierungen in wissenschaftlichen Arbeiten, Kooperationen mit Industriepartnern und die Integration von Praxisbeispielen in die Veröffentlichungen zeugen von ihrem Beitrag zur Entwicklung des Fachgebiets.

## Charakteristika
Die HMD erscheint sechsmal jährlich und wird im Abonnement angeboten. Neben den Schwerpunktthemen enthält das Heft weitere Beiträge zu aktuellen Fachthemen. Diese Vielfalt an Inhalten ermöglicht es der Zeitschrift, ein breites Spektrum an Forschungsergebnissen und Praxiserfahrungen zu präsentieren und somit einen umfassenden Einblick in das Gebiet der Wirtschaftsinformatik zu bieten.
Im Zeitschriftenranking JOURQUAL 3 des Verbandes der Hochschullehrer für Betriebswirtschaft e. V. (VHB) hat HMD das Rating „D“ erhalten. In der „WI-Journalliste 2008“, die als Orientierungsliste von den Sprechern der Wissenschaftlichen Kommission Wirtschaftsinformatik im Verband der Hochschullehrer für Betriebswirtschaft e. V. (WKWI) und des Fachbereichs Wirtschaftsinformatik der Gesellschaft für Informatik vorgeschlagen wurde, ist HMD in der Kategorie „B“ eingestuft.
Alle Beiträge werden nach ihrer Freigabe durch Herausgeber und Autoren „online first“ auf den Plattformen „Springer Link“ und „Springer for Professionals“ bereitgestellt, bevor sie für die Print-Version zusammengestellt und veröffentlicht werden.
In der „Edition HMD“ werden jeweils ausgewählte Schwerpunktthemen als Buch publiziert, das außerhalb eines Abonnements zusätzlich zu den Springer-Plattformen über die klassischen Präsenz- und Online-Vertriebskanäle verfügbar ist. Diese Veröffentlichungsformate tragen dazu bei, die Reichweite und Zugänglichkeit der Inhalte zu maximieren.